# Lago Fontana
El Lago Fontana es un lago de origen glaciar ubicado en la provincia del Chubut, Argentina, en el departamento Río Senguer. Junto con su vecino el lago La Plata, conforma el sistema lacustre que da origen al río Senguerr, el más importante del sur de la provincia.
El río fue descubierto por Antonio Miguens, quien le dio su nombre en honor al coronel Luis Jorge Fontana, gobernador del Territorio Nacional del Chubut que dirigió la expedición denominada Rifleros del Chubut con el objetivo de recorrer la zona andina del territorio.
Tiene una superficie aproximada de 8.150 hectáreas y ocupa un valle rodeado de hermosos paisajes de bosques de lengas y otras fagáceas. A diferencia de otros lagos de la región, no está protegido por parques nacionales, siendo la mayor parte de sus costas de propiedad privada. No obstante, su paisaje no se ha visto modificado sustancialmente por la ocupación humana. La población en sus alrededores no supera los 40 habitantes. Recibe turistas en verano y otoño, generalmente dedicados a la pesca de salmónidos, en pequeñas cantidades. 
Recién en 2017 mediante una prueba batimétrica se determinó que es su profundidad es de 120 metros. Está profundidad alienta a obras de conservación para abastecer a la población de la zona sur de la provincia.
En marco de la grave sequía que vive la región el jueves 28 de septiembre de 2023 se firma el acta de inicio de obra de Presa de Lago Fontana, para regular el caudal de salida del río Senguer, que abastece al lago Musters. El presupuesto fue de los $3.000 millones y el plazo de ejecución es de 2 años. El objetivo es lograr un sistema de administración del caudal del río que riega las distintas zonas productivas del sur provincial, además de su la descarga en el lago. Gracias a la presa el lago podrá tener una la salida controlada de agua en época de deshielo y efectuar un control de crecidas, levantando la cota de los lagos Fontana y La Plata en época invernal y los primeros deshielos. En la época posterior, cuando los productores tienen mayor demanda de riego, permitirá erogar y dar mayor caudal, manteniéndolo constante hasta su llegada al lago Musters..   El proyecto consta de una presa de bajas dimensiones, de 260 metros de largo por 10 metros de alto, caracterizada más como un “terraplén” que como un dique convencional.  Además, incluye compuertas móviles, losa de hormigón, con una escala para peces, lo que permitirá que se mantenga el ascenso o descenso de la fauna ictícola a través de la misma en cualquier época del año; construir un puente carretero, que permitirá la vinculación de ambas márgenes del río Senguer, para el tránsito vehicular y peatonal y la instalación de dos turbinas de baja potencia, para asegurar una generación hidroeléctrica que podría ser suficiente para abastecer a la localidad de Alto Río Senguer.
Pertenece a la cuenca del río Senguerr, que anteriormente desaguaba en el océano Atlántico a través del río Chubut, pero que actualmente es una cuenca endorreica, y desagua en los lagos Colhué Huapi y Musters. Son un punto de interés estratégico, dado que junto que con el Lago La Plata dan agua al río Senguer; y este abastece a una amplia lista de habitantes del norte de Santa Cruz y el sur de Chubut.